# 12 Ore di Sebring 2011

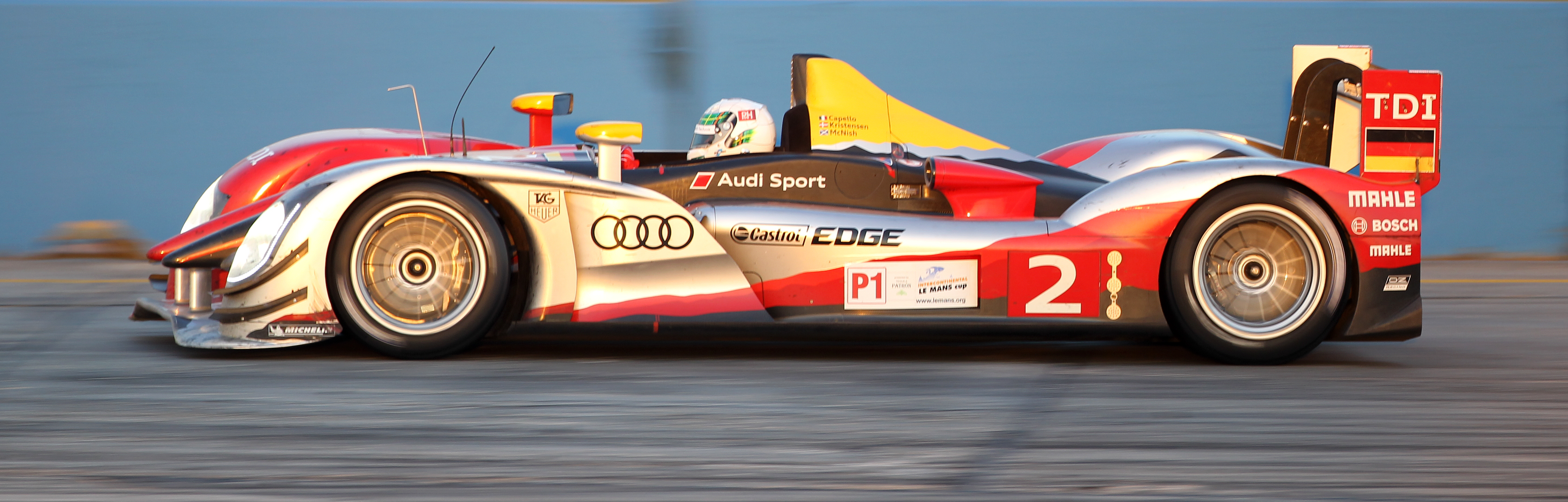
L'Audi R15+

L'edizione 2011 della 12 Ore di Sebring, corsa il 19 marzo sul circuito di Sebring, è stata la cinquantanovesima dell'evento. Essa è stata anche la prima gara delle stagioni 2011 di American Le Mans Series e Intercontinental Le Mans Cup.

## Contesto
La gara segna il debutto stagionale delle vetture Sport Prototipo realizzate secondo i nuovi regolamenti tecnici della categoria Le Mans Prototype volti al contenimento delle prestazioni, che si confrontano con le concorrenti costruite in base al vecchio regolamento, che sono ancora ammesse in gara per il 2011, ma che per poter scendere in pista devono sottostare a particolari restrizioni tecniche, tali de garantire l'equilibrio delle prestazioni tra le due tipologie di vetture.
Alla prima categoria appartengono la Peugeot 908, mentre reduci dalla stagione 2010 sono la Peugeot 908 HDi FAP e la Audi R15 TDI plus.

## I vincitori
La gara è stata vinta dal team Oreca con i piloti Nicolas Lapierre, Loïc Duval e Olivier Panis. La categoria LMPC ha visto la vittoria del team Genoa Racing con i piloti Jens Peterson, Dane Cameron e Michael Guasch. La categoria GT ha visto la vittoria del team BMW Motorsport con i piloti Dirk Müller, Joey Hand e Andy Priaulx. La categoria GTE AM ha visto la vittoria del team Krohn Racing con i piloti Tracy Krohn, Niclas Jönsson e Michele Rugolo. La categoria LMP2 ha visto la vittoria del team Level 5 Motorsports con i piloti Scott Tucker, Ryan Hunter-Reay e Luis Díaz. La categoria GTC ha visto la vittoria del team Black Swan Racing con i piloti Tim Pappas, Damien Faulkner e Sebastiaan Bleekemolen.

## Risultati
I team che non hanno completato almeno il 70% della distanza di gara del vincitore non sono classificati.
| Pos    | Classe | #   | Team                         | Piloti                                                   | Telaio                                   | Gomme | Giri |
| Pos    | Classe | #   | Team                         | Piloti                                                   | Motore                                   | Gomme | Giri |
| ------ | ------ | --- | ---------------------------- | -------------------------------------------------------- | ---------------------------------------- | ----- | ---- |
| 1      | LMP1   | 10  | Team Oreca Matmut            | Nicolas Lapierre Loïc Duval Olivier Panis                | Peugeot 908 HDi FAP                      | M     | 332  |
| 1      | LMP1   | 10  | Team Oreca Matmut            | Nicolas Lapierre Loïc Duval Olivier Panis                | Peugeot HDi 5.5 L Turbo V12 (Diesel)     | M     | 332  |
| 2      | LMP1   | 01  | Highcroft Racing             | David Brabham Marino Franchitti Simon Pagenaud           | HPD ARX-01e                              | M     | 332  |
| 2      | LMP1   | 01  | Highcroft Racing             | David Brabham Marino Franchitti Simon Pagenaud           | HPD AL7R 3.4 L V8                        | M     | 332  |
| 3      | LMP1   | 8   | Peugeot Sport Total          | Pedro Lamy Franck Montagny Stéphane Sarrazin             | Peugeot 908                              | M     | 332  |
| 3      | LMP1   | 8   | Peugeot Sport Total          | Pedro Lamy Franck Montagny Stéphane Sarrazin             | Peugeot HDi 3.7 L Turbo V8 (Diesel)      | M     | 332  |
| 4      | LMP1   | 2   | Audi Sport Team Joest        | Tom Kristensen Allan McNish Rinaldo Capello              | Audi R15 TDI plus                        | M     | 327  |
| 4      | LMP1   | 2   | Audi Sport Team Joest        | Tom Kristensen Allan McNish Rinaldo Capello              | Audi TDI 5.5 L Turbo V10 (Diesel)        | M     | 327  |
| 5      | LMP1   | 1   | Audi Sport Team Joest        | Timo Bernhard Mike Rockenfeller Romain Dumas             | Audi R15 TDI plus                        | M     | 326  |
| 5      | LMP1   | 1   | Audi Sport Team Joest        | Timo Bernhard Mike Rockenfeller Romain Dumas             | Audi TDI 5.5 L Turbo V10 (Diesel)        | M     | 326  |
| 6      | LMP1   | 016 | Dyson Racing Team            | Chris Dyson Guy Smith Jay Cochran                        | Lola B09/86                              | D     | 324  |
| 6      | LMP1   | 016 | Dyson Racing Team            | Chris Dyson Guy Smith Jay Cochran                        | Mazda MZR-R 2.0 L Turbo I4 (Isobutanolo) | D     | 324  |
| 7      | LMP1   | 12  | Rebellion Racing             | Neel Jani Nicolas Prost Jeroen Bleekemolen               | Lola B10/60                              | M     | 320  |
| 7      | LMP1   | 12  | Rebellion Racing             | Neel Jani Nicolas Prost Jeroen Bleekemolen               | Toyota RV8KLM 3.4 L V8                   | M     | 320  |
| 8      | LMP1   | 7   | Peugeot Sport Total          | Alexander Wurz Anthony Davidson Marc Gené                | Peugeot 908                              | M     | 315  |
| 8      | LMP1   | 7   | Peugeot Sport Total          | Alexander Wurz Anthony Davidson Marc Gené                | Peugeot HDi 3.7 L Turbo V8 (Diesel)      | M     | 315  |
| 9      | LMPC   | 036 | Genoa Racing                 | Jens Peterson Dane Cameron Michael Guasch                | Oreca FLM09                              | M     | 312  |
| 9      | LMPC   | 036 | Genoa Racing                 | Jens Peterson Dane Cameron Michael Guasch                | Chevrolet LS3 6.2 L V8                   | M     | 312  |
| 10     | GT     | 56  | BMW Motorsport               | Dirk Müller Joey Hand Andy Priaulx                       | BMW M3 GT2                               | D     | 312  |
| 10     | GT     | 56  | BMW Motorsport               | Dirk Müller Joey Hand Andy Priaulx                       | BMW 4.0 L V8                             | D     | 312  |
| 11     | LMPC   | 005 | Core Autosport               | Jon Bennett Frankie Montecalvo Ryan Dalziel              | Oreca FLM09                              | M     | 312  |
| 11     | LMPC   | 005 | Core Autosport               | Jon Bennett Frankie Montecalvo Ryan Dalziel              | Chevrolet LS3 6.2 L V8                   | M     | 312  |
| 12     | GT     | 55  | BMW Motorsport               | Bill Auberlen Dirk Werner Augusto Farfus                 | BMW M3 GT2                               | D     | 312  |
| 12     | GT     | 55  | BMW Motorsport               | Bill Auberlen Dirk Werner Augusto Farfus                 | BMW 4.0 L V8                             | D     | 312  |
| 13     | GT     | 03  | Corvette Racing              | Tommy Milner Olivier Beretta Antonio García              | Chevrolet Corvette C6.R                  | M     | 312  |
| 13     | GT     | 03  | Corvette Racing              | Tommy Milner Olivier Beretta Antonio García              | Chevrolet 5.5 L V8                       | M     | 312  |
| 14     | GT     | 04  | Corvette Racing              | Oliver Gavin Jan Magnussen Richard Westbrook             | Chevrolet Corvette C6.R                  | M     | 311  |
| 14     | GT     | 04  | Corvette Racing              | Oliver Gavin Jan Magnussen Richard Westbrook             | Chevrolet 5.5 L V8                       | M     | 311  |
| 15     | GT     | 51  | AF Corse                     | Giancarlo Fisichella Gianmaria Bruni Pierre Kaffer       | Ferrari F430 GTE                         | M     | 311  |
| 15     | GT     | 51  | AF Corse                     | Giancarlo Fisichella Gianmaria Bruni Pierre Kaffer       | Ferrari 4.0 L V8                         | M     | 311  |
| 16     | GT     | 045 | Flying Lizard Motorsports    | Patrick Long Jörg Bergmeister Marc Lieb                  | Porsche 997 GT3-RSR                      | M     | 310  |
| 16     | GT     | 045 | Flying Lizard Motorsports    | Patrick Long Jörg Bergmeister Marc Lieb                  | Porsche 4.0 L Flat-6                     | M     | 310  |
| 17     | GT     | 044 | Flying Lizard Motorsports    | Seth Neiman Darren Law Marco Holzer                      | Porsche 997 GT3-RSR                      | M     | 306  |
| 17     | GT     | 044 | Flying Lizard Motorsports    | Seth Neiman Darren Law Marco Holzer                      | Porsche 4.0 L Flat-6                     | M     | 306  |
| 18     | LMPC   | 006 | Core Autosport               | Gunnar Jeannette Ricardo Gonzalez Rudy Junco, Jr.        | Oreca FLM09                              | M     | 305  |
| 18     | LMPC   | 006 | Core Autosport               | Gunnar Jeannette Ricardo Gonzalez Rudy Junco, Jr.        | Chevrolet LS3 6.2 L V8                   | M     | 305  |
| 19     | GTE AM | 57  | Krohn Racing                 | Tracy Krohn Niclas Jönsson Michele Rugolo                | Ferrari F430 GTE                         | D     | 302  |
| 19     | GTE AM | 57  | Krohn Racing                 | Tracy Krohn Niclas Jönsson Michele Rugolo                | Ferrari 4.0 V8                           | D     | 302  |
| 20     | LMP2   | 055 | Level 5 Motorsports          | Scott Tucker Ryan Hunter-Reay Luis Díaz                  | Lola B11/40                              | M     | 300  |
| 20     | LMP2   | 055 | Level 5 Motorsports          | Scott Tucker Ryan Hunter-Reay Luis Díaz                  | HPD HR28TT 2.8 L Turbo V6                | M     | 300  |
| 21     | GTC    | 054 | Black Swan Racing            | Tim Pappas Damien Faulkner Sebastiaan Bleekemolen        | Porsche 997 GT3 Cup                      | Y     | 299  |
| 21     | GTC    | 054 | Black Swan Racing            | Tim Pappas Damien Faulkner Sebastiaan Bleekemolen        | Porsche 3.8 L Flat-6                     | Y     | 299  |
| 22     | GTC    | 066 | TRG                          | Duncan Ende Spencer Pumpelly Alain Li                    | Porsche 997 GT3 Cup                      | Y     | 299  |
| 22     | GTC    | 066 | TRG                          | Duncan Ende Spencer Pumpelly Alain Li                    | Porsche 3.8 L Flat-6                     | Y     | 299  |
| 23     | GTC    | 030 | NGT Motorsports              | Henrique Cisneros Carlos Kauffmann Sean Edwards          | Porsche 997 GT3 Cup                      | Y     | 296  |
| 23     | GTC    | 030 | NGT Motorsports              | Henrique Cisneros Carlos Kauffmann Sean Edwards          | Porsche 3.8 L Flat-6                     | Y     | 296  |
| 24     | GTC    | 011 | JDX Racing                   | Nick Ham Chris Cumming Scott Blackett                    | Porsche 997 GT3 Cup                      | Y     | 295  |
| 24     | GTC    | 011 | JDX Racing                   | Nick Ham Chris Cumming Scott Blackett                    | Porsche 3.8 L Flat-6                     | Y     | 295  |
| 25     | GTC    | 068 | TRG                          | Dion von Molkte Peter Ludwig Jim Norman                  | Porsche 997 GT3 Cup                      | Y     | 295  |
| 25     | GTC    | 068 | TRG                          | Dion von Molkte Peter Ludwig Jim Norman                  | Porsche 3.8 L Flat-6                     | Y     | 295  |
| 26     | GT     | 040 | Robertson Racing             | David Robertson Andrea Robertson Boris Said              | Ford GT-R Mk. VII                        | M     | 294  |
| 26     | GT     | 040 | Robertson Racing             | David Robertson Andrea Robertson Boris Said              | Ford 5.0 L V8                            | M     | 294  |
| 27     | LMPC   | 063 | Genoa Racing                 | Elton Julian Eric Lux Christian Zugel                    | Oreca FLM09                              | M     | 294  |
| 27     | LMPC   | 063 | Genoa Racing                 | Elton Julian Eric Lux Christian Zugel                    | Chevrolet LS3 6.2 L V8                   | M     | 294  |
| 28     | GT     | 59  | Luxury Racing                | Stéphane Ortelli Frédéric Makowiecki Jean-Denis Délétraz | Ferrari 458 GTC                          | M     | 292  |
| 28     | GT     | 59  | Luxury Racing                | Stéphane Ortelli Frédéric Makowiecki Jean-Denis Délétraz | Ferrari 4.5 L V8                         | M     | 292  |
| 29     | GTC    | 034 | Kelly-Moss Motorsports       | Peter LeSaffre Andrew Davis Bob Faieta                   | Porsche 997 GT3 Cup                      | Y     | 291  |
| 29     | GTC    | 034 | Kelly-Moss Motorsports       | Peter LeSaffre Andrew Davis Bob Faieta                   | Porsche 3.8 L Flat-6                     | Y     | 291  |
| 30     | LMP2   | 26  | Signatech Nissan             | Franck Mailleux Soheil Ayari Lucas Ordoñez               | Oreca 03                                 | D     | 290  |
| 30     | LMP2   | 26  | Signatech Nissan             | Franck Mailleux Soheil Ayari Lucas Ordoñez               | Nissan VK45DE 4.5 L V8                   | D     | 290  |
| 31     | LMP2   | 35  | OAK Racing                   | Patrice Lafargue Fréderic Da Rocha Andrea Barlesi        | OAK Pescarolo 01                         | D     | 287  |
| 31     | LMP2   | 35  | OAK Racing                   | Patrice Lafargue Fréderic Da Rocha Andrea Barlesi        | Judd-BMW HK 3.6 L V8                     | D     | 287  |
| 32     | GTC    | 077 | Magnus Racing                | John Potter Craig Stanton Matthew Marsh                  | Porsche 997 GT3 Cup                      | Y     | 282  |
| 32     | GTC    | 077 | Magnus Racing                | John Potter Craig Stanton Matthew Marsh                  | Porsche 3.8 L Flat-6                     | Y     | 282  |
| 33     | LMP2   | 33  | Level 5 Motorsports          | Scott Tucker Christophe Bouchut João Barbosa             | Lola B08/80                              | M     | 280  |
| 33     | LMP2   | 33  | Level 5 Motorsports          | Scott Tucker Christophe Bouchut João Barbosa             | HPD HR28TT 2.8 L Turbo V6                | M     | 280  |
| 34     | GTC    | 023 | Alex Job Racing              | Leh Keen Bill Sweedler Brian Wong                        | Porsche 997 GT3 Cup                      | Y     | 279  |
| 34     | GTC    | 023 | Alex Job Racing              | Leh Keen Bill Sweedler Brian Wong                        | Porsche 3.8 L Flat-6                     | Y     | 279  |
| 35 DNF | GT     | 002 | Extreme Speed Motorsports    | Ed Brown Guy Cosmo Robert Bell                           | Ferrari 458 GTC                          | M     | 268  |
| 35 DNF | GT     | 002 | Extreme Speed Motorsports    | Ed Brown Guy Cosmo Robert Bell                           | Ferrari 4.5 L V8                         | M     | 268  |
| 36 DNF | GT     | 062 | Risi Competizione            | Jaime Melo Toni Vilander Mika Salo                       | Ferrari 458 GTC                          | M     | 266  |
| 36 DNF | GT     | 062 | Risi Competizione            | Jaime Melo Toni Vilander Mika Salo                       | Ferrari 4.5 L V8                         | M     | 266  |
| 37 DNF | GT     | 004 | Robertson Racing             | David Murry Anthony Lazzaro Colin Braun                  | Ford GT-R Mk. VII                        | M     | 261  |
| 37 DNF | GT     | 004 | Robertson Racing             | David Murry Anthony Lazzaro Colin Braun                  | Ford 5.0 L V8                            | M     | 261  |
| 38     | GT     | 098 | Jaguar RSR                   | P. J. Jones Rocky Moran Kenny Wilden                     | Jaguar XKR GT2                           | D     | 256  |
| 38     | GT     | 098 | Jaguar RSR                   | P. J. Jones Rocky Moran Kenny Wilden                     | Jaguar 5.0 L V8                          | D     | 256  |
| 39     | GTE AM | 63  | Proton Competition           | Richard Lietz Christian Ried Gianluca Roda               | Porsche 997 GT3-RSR                      | M     | 252  |
| 39     | GTE AM | 63  | Proton Competition           | Richard Lietz Christian Ried Gianluca Roda               | Porsche 4.0 L Flat-6                     | M     | 252  |
| 40     | LMPC   | 018 | Performance Tech Motorsports | Anthony Nicolosi Jarrett Boon Jan-Dirk Lueders           | Oreca FLM09                              | M     | 246  |
| 40     | LMPC   | 018 | Performance Tech Motorsports | Anthony Nicolosi Jarrett Boon Jan-Dirk Lueders           | Chevrolet LS3 6.2 L V8                   | M     | 246  |
| 41 DNF | GT     | 048 | Paul Miller Racing           | Bryce Miller René Rast Sascha Maassen                    | Porsche 997 GT3-RSR                      | Y     | 231  |
| 41 DNF | GT     | 048 | Paul Miller Racing           | Bryce Miller René Rast Sascha Maassen                    | Porsche 4.0 L Flat-6                     | Y     | 231  |
| 42 DNF | GTE AM | 62  | CRS Racing                   | Pierre Ehret Shaun Lynn Roger Willis                     | Ferrari F430 GTE                         | M     | 226  |
| 42 DNF | GTE AM | 62  | CRS Racing                   | Pierre Ehret Shaun Lynn Roger Willis                     | Ferrari 4.0 V8                           | M     | 226  |
| 43 DNF | LMP1   | 15  | OAK Racing                   | Matthieu Lahaye Pierre Ragues Guillaume Moreau           | OAK Pescarolo 01                         | D     | 222  |
| 43 DNF | LMP1   | 15  | OAK Racing                   | Matthieu Lahaye Pierre Ragues Guillaume Moreau           | Judd DB 3.4 L V8                         | D     | 222  |
| 44 DNF | GT     | 017 | Team Falken Tire             | Bryan Sellers Wolf Henzler Martin Ragginger              | Porsche 997 GT3-RSR                      | F     | 220  |
| 44 DNF | GT     | 017 | Team Falken Tire             | Bryan Sellers Wolf Henzler Martin Ragginger              | Porsche 4.0 L Flat-6                     | F     | 220  |
| 45 DNF | LMPC   | 038 | Iconik Energy Drinks WRO     | Olivier Lombard Johnny Mowlem Luca Moro                  | Oreca FLM09                              | M     | 203  |
| 45 DNF | LMPC   | 038 | Iconik Energy Drinks WRO     | Olivier Lombard Johnny Mowlem Luca Moro                  | Chevrolet LS3 6.2 L V8                   | M     | 203  |
| 46 DNF | LMPC   | 052 | PR1 Mathiasen Motorsports    | Ken Dobson Ryan Lewis Henri Richard                      | Oreca FLM09                              | M     | 185  |
| 46 DNF | LMPC   | 052 | PR1 Mathiasen Motorsports    | Ken Dobson Ryan Lewis Henri Richard                      | Chevrolet LS3 6.2 L V8                   | M     | 185  |
| 47 DNF | LMP1   | 06  | Aston Martin Racing          | Greg Pickett Klaus Graf Lucas Luhr                       | Lola-Aston Martin B08/62                 | M     | 151  |
| 47 DNF | LMP1   | 06  | Aston Martin Racing          | Greg Pickett Klaus Graf Lucas Luhr                       | Aston Martin 6.0 L V12                   | M     | 151  |
| 48 DNF | LMP1   | 24  | OAK Racing                   | Jacques Nicolet Jean-François Yvon Richard Hein          | OAK Pescarolo 01                         | D     | 110  |
| 48 DNF | LMP1   | 24  | OAK Racing                   | Jacques Nicolet Jean-François Yvon Richard Hein          | Judd DB 3.4 L V8                         | D     | 110  |
| 49 DNF | GTC    | 032 | GMG Racing                   | Bret Curtis James Sofronas Jan Seyffarth                 | Porsche 997 GT3 Cup                      | Y     | 87   |
| 49 DNF | GTC    | 032 | GMG Racing                   | Bret Curtis James Sofronas Jan Seyffarth                 | Porsche 3.8 L Flat-6                     | Y     | 87   |
| 50 DNF | LMPC   | 089 | Intersport Racing            | Kyle Marcelli Tomy Drissi Rusty Mitchell                 | Oreca FLM09                              | M     | 85   |
| 50 DNF | LMPC   | 089 | Intersport Racing            | Kyle Marcelli Tomy Drissi Rusty Mitchell                 | Chevrolet LS3 6.2 L V8                   | M     | 85   |
| 51 DNF | GT     | 001 | Extreme Speed Motorsports    | Scott Sharp Johannes van Overbeek Dominik Farnbacher     | Ferrari 458 GTC                          | M     | 49   |
| 51 DNF | GT     | 001 | Extreme Speed Motorsports    | Scott Sharp Johannes van Overbeek Dominik Farnbacher     | Ferrari 4.5 L V8                         | M     | 49   |
| 52 DNF | GTE AM | 50  | Larbre Compétition           | Patrick Bornhauser Julien Canal Gabriele Gardel          | Chevrolet Corvette C6.R                  | M     | 37   |
| 52 DNF | GTE AM | 50  | Larbre Compétition           | Patrick Bornhauser Julien Canal Gabriele Gardel          | Chevrolet 5.5 L V8                       | M     | 37   |
| 53 DNF | GT     | 099 | Jaguar RSR                   | Bruno Junqueira Cristiano Da Matta Oriol Servià          | Jaguar XKR GT2                           | D     | 35   |
| 53 DNF | GT     | 099 | Jaguar RSR                   | Bruno Junqueira Cristiano Da Matta Oriol Servià          | Jaguar 5.0 L V8                          | D     | 35   |
| 54 DNF | GT     | 050 | Panoz Racing                 | Benjamin Leuenberger Ian James                           | Panoz Abruzzi                            | M     | 19   |
| 54 DNF | GT     | 050 | Panoz Racing                 | Benjamin Leuenberger Ian James                           | Chevrolet 6.5 L V8                       | M     | 19   |
| 55 DNF | GT     | 008 | West Yokohama Team           | Nicky Pastorelli Dominik Schwager                        | Lamborghini Gallardo LP560 GT2           | Y     | 10   |
| 55 DNF | GT     | 008 | West Yokohama Team           | Nicky Pastorelli Dominik Schwager                        | Lamborghini 5.2 L V10                    | Y     | 10   |
| 56 DNF | GTE AM | 60  | Gulf AMR Middle East         | Fabien Giroix Roald Goethe Michael Wainright             | Aston Martin V8 Vantage GT2              | D     | 5    |
| 56 DNF | GTE AM | 60  | Gulf AMR Middle East         | Fabien Giroix Roald Goethe Michael Wainright             | Aston Martin 4.5 L V8                    | D     | 5    |